# Saint-Armel, Ille-et-Vilaine

Saint-Armel este o comună în departamentul Ille-et-Vilaine, Franța. În 1 ianuarie 2022 avea o populație de 2.344 de locuitori.